# Organabo (village)

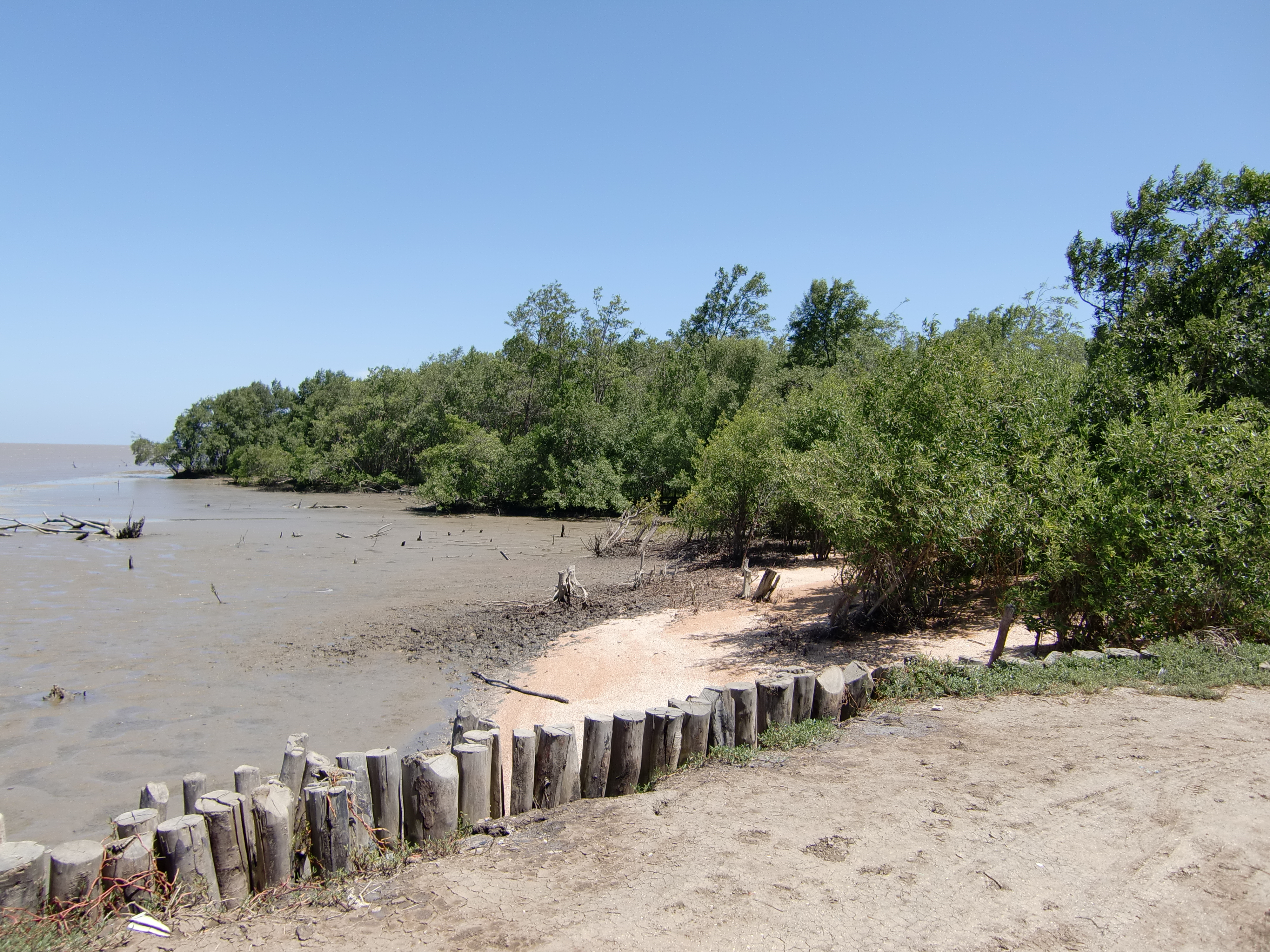
Plage d'Organabo (Océan Atlantique).

Organabo est un village situé sur la commune d'Iracoubo en Guyane, le long de la route nationale 1. Il tire sur nom de la rivière éponyme. Le village a été fondé au début du XIXe siècle sur l'emplacement d'un ancien village Galibi.
Il est principalement peuplé de familles amérindiennes. En 2020, le chef coutumier est Ernest Grand Emile, selon un article de Guyane la 1ère.